# Franz Rath
Franz Rath (* 22. Juni 1932 in Eltville am Rhein; † 26. Dezember 2020 in Gräfelfing) war ein deutscher Kameramann.

## Leben
Rath begann Anfang der 1950er Jahre als Kameraassistent und gehörte 1952 zum Team von drei Kameraleuten bei der Biografie Der gehorsame Rebell über Martin Luther. Ab 1957 war er beim Fernsehen fest angestellt; später arbeitete er freiberuflich.
Als Chefkameramann drehte er ab 1961 Dokumentar- und Industriefilme. Bekannt wurde er 1966 mit Volker Schlöndorffs Der junge Törless, zugleich Raths erster abendfüllender Spielfilm. Später stand er wiederholt bei Inszenierungen Margarethe von Trottas hinter der Kamera. Für seine Leistungen bei verschiedenen künstlerisch ambitionierten Werken empfing Rath bedeutende Auszeichnungen. Daneben filmte er aber auch bei weniger anspruchsvollen Produktionen und Serien. Sein Schaffen umfasst mehr als 80 Produktionen, zuletzt war er 2007 als Kameramann tätig.

## Filmografie (Auswahl)
- 1952: Der gehorsame Rebell
- 1966: Der junge Törless
- 1967: Mord und Totschlag
- 1967: Mike Blaubart
- 1968: Versuche, die nicht enden (Industriefilm)
- 1971: Der Pott
- 1971: Der plötzliche Reichtum der armen Leute von Kombach
- 1971: Tatort: Kressin stoppt den Nordexpress (Fernsehreihe)
- 1972: Novellen aus dem wilden Westen (Serie)
- 1972: Die Witwen oder Eine vollkommene Lösung
- 1972: Studenten aufs Schafott
- 1972: Ferdy und Ferdinand
- 1972: Heiß und kalt
- 1974: Übernachtung in Tirol
- 1976: Die plötzliche Einsamkeit des Konrad Steiner
- 1976: Die neuen Leiden des jungen W.
- 1977: Der Weilburger Kadettenmord
- 1977: Cella oder Die Überwinder
- 1977: Zeit der Bewährung
- 1977: Spuk in Felixburg (Fernsehfilm)
- 1978: Das zweite Erwachen der Christa Klages
- 1979: Andreas Vöst
- 1979: Schwestern oder Die Balance des Glücks
- 1980: Svabica
- 1981: Das Boot (2. Kamera)
- 1981: Der Erfinder
- 1981: Die bleierne Zeit
- 1981: Landluft
- 1982: Pilgrim, Farewell
- 1982: Treffpunkt Airport
- 1982: Krieg und Frieden
- 1984: Die unendliche Geschichte (2. Kamera)
- 1984: Haunted
- 1984: Sigi, der Straßenfeger
- 1984: Mann ohne Gedächtnis
- 1986: Rosa Luxemburg
- 1986: Of Pure Blood
- 1987: Hatschipuh
- 1987: Der Unsichtbare
- 1988: Felix
- 1988: Die Bertinis (Mehrteiler)
- 1989: Frau Berta Garlan
- 1989: Letzten Sommer in Kreuzberg
- 1989: Zwei Münchner in Hamburg (Serie)
- 1989: Eine unheimliche Karriere
- 1990: Tatort: Medizinmänner
- 1991: Anna Göldin – Letzte Hexe
- 1991: Es wäre gut, daß ein Mensch würde umbracht für das Volk
- 1991: Tote Briefe
- 1992: Die Angst wird bleiben
- 1992: Widerspenstige Viktoria
- 1994: Schwarz greift ein (Fernsehserie, Folge Auge um Auge)
- 1994: Das Versprechen
- 1995: Der Verräter
- 1996: Der Mörder und die Hure
- 1997: Winterblume
- 1998: Der König von St. Pauli (Mehrteiler)
- 1999: Dunkle Tage
- 1999: Sperling (Fernsehserie, Folge Sperling und der falsche Freund)
- 1999: Die Rache der Carola Waas
- 2000: Jahrestage (Mehrteiler)
- 2001: Alle meine Töchter (Serie)
- 2003: Rosenstraße
- 2003: Geheime Geschichten
- 2004: Casanova
- 2005: Andersrum
- 2006: Matthäuspassion
- 2007: Verstörung – und eine Art von Poesie. Die Filmlegende Bernhard Wicki
- 2007: Der Fährmeister

## Auszeichnungen
- 1967: Filmband in Gold in der Kategorie Beste Kameraführung für Mord und Totschlag
- 1969: Deutscher Industriefilmpreis für Versuche, die nicht enden
- 1996: Deutscher Kamerapreis für Das Versprechen
- 2003: Deutscher Kamerapreis: Ernennung zum Ehrenkameramann
- 2004: Bayerischer Filmpreis 2003 in der Kategorie Kamera für Rosenstraße